# Deutsche Morbus Crohn/Colitis ulcerosa Vereinigung
Die Deutsche Morbus Crohn/Colitis ulcerosa Vereinigung (DCCV) e. V. ist ein Selbsthilfeverband für die über 600 000 Menschen mit einer chronisch-entzündlichen Darmerkrankung (CED) in Deutschland. Eingetragen ist der Verein in Köln, die Geschäftsstelle befindet sich in Berlin.
Zweck der Vereinigung ist die Vertretung der Interessen von Menschen die an Morbus Crohn oder Colitis ulcerosa/Colitis indeterminata oder der selteneren kollagenen und lymphozytären Kolitis leiden, sowie derjenigen, die eine PSC mit oder ohne diagnostizierte CED haben.
Der Verein wurde 1982 gegründet und wird ausschließlich von Betroffenen organisiert. Mit ca. 23.000 ordentlichen und außerordentlichen (nicht selbst von einer CED betroffenen) Mitgliedern gehört sie zu den größten Patientenorganisationen in Deutschland. Die gemeinnützige Organisation wird von dem siebenköpfigen ehrenamtlichen Vorstand unter der Leitung von Thomas Leyhe geführt. Vorsitzende des Beirats sind Wolfgang Kruis (Evangelisches Krankenhaus Kalk in Köln) und Britta Siegmund (Charité – Universitätsmedizin Berlin).
Zu den Aufgaben gehören neben Beratung und Information der Betroffenen, Unterstützung von örtlichen Selbsthilfegruppen, Einsetzen für die Verbesserung der medizinischen Versorgung durch Forderungen an die Politik, Verbindung zu ähnlichen Selbsthilfeorganisationen, Krankenkassen und medizinischen Einrichtungen auch die Aufklärung über diese Krankheiten in der Öffentlichkeit sowie sozialrechtliche Unterstützung von Betroffenen.
Quartalsweise erscheint das Mitgliedsjournal „Bauchredner“.
An unterschiedlichen Standorten werden bundesweit Arzt-Patientenseminare organisiert. Über die der Organisation angeschlossene Stiftung werden Forschungsprojekte gefördert. Studien, die chronische Darmentzündungen betreffen, werden von der DCCV bewertet.
Der Verein ist Mitglied in der Bundesarbeitsgemeinschaft Selbsthilfe und im Paritätischen Wohlfahrtsverband. Mit den übrigen europäischen Crohn- und Colitis-Organisationen ist sie in der „European Federation of Crohn's and Ulcerative Colitis Associations“(EFCCA) verbunden.
Schwesterorganisationen sind im deutschsprachigen Raum:
- Österreichische Morbus Crohn/Colitis ulcerosa Vereinigung
- Schweizerische Morbus Crohn/Colitis ulcerosa Vereinigung
- FreundeAmici, Verein in Südtirol/Trentino, Italien